# Zooropa (canção)
"Zooropa" é uma canção do álbum Zooropa, de 1993, do U2.

## Formatos e listas de faixas

### Promoção dos EUA[1]
| N.º | Título           | Duração |  |
| 1.  | "Zooropa" (edit) | 4:42    |  |

### Promoção do México[2]
| N.º | Título    | Duração |  |
| 1.  | "Zooropa" | 6:29    |  |
| 2.  | "Numb"    | 4:17    |  |

## Pessoal
U2
- Bono - vocais
- The Edge - guitarra, piano, sintetizadores, vocais de apoio
- Adam Clayton - guitarra baixo
- Larry Mullen Jr. - bateria, percussão, guitarra-baixo[nota 1]

Pessoal adicional
- Robbie Adams - engenharia
- Brian Eno - sintetizadores
- Flood - mistura, engenharia
- Rob Kirwan - assistência de engenharia
- Willie Mannion - assistência de mistura, assistência de engenharia
- Joe O'Herlihy - segunda metade da gravação da faixa de apoio no teste de som

## Tabelas
| Tabelas (1993)                    | Posição |
| --------------------------------- | ------- |
| US Album Rock Tracks (Billboard)  | 8       |
| US Modern Rock Tracks (Billboard) | 13      |